# آرنولول
آرنولول (انگلیسی: Arnolol) یک داروی مسدودکننده بتا (بتا بلاکر) است.